# Zanthoxylum culantrilo
Zanthoxylum culantrilo es una especie arbórea perteneciente a la familia de las rutáceas.

## Descripción
Es un arbusto o pequeño árbol que alcanza un tamaño de 1–10 (15) m de alto, con troncos y ramas armados de acúleos. Las hojas son alternas e imparipinnadas, de 3-12 cm de largo; con 5-7 o 9 folíolos. Las inflorescencias en panículas terminales y axilares, de 2-5 cm de largo. Las semillas de 2.5-3 mm de longitud.

## Distribución y hábitat
Es una especie común, que se encuentra en los bosques secos a muy húmedos en las zonas norcentral y pacífica; a una altitud de 80–1300 metros, ampliamente distribuida desde el sur de México hasta Argentina, Puerto Rico y en las Antillas Menores. 

## Taxonomía
Zanthoxylum culantrilo fue descrita por Carl Sigismund Kunth y publicado en Nova Genera et Species Plantarum (quarto ed.) 6: 2–3, en el año 1823.
Sinonimia
- Fagara inermis Willd. ex Schult. & Schult.f.[2]